# Großsteingräber bei Eisendorf
Die Großsteingräber bei Eisendorf waren ursprünglich drei megalithische Grabanlagen der jungsteinzeitlichen Trichterbecherkultur bei Eisendorf im Kreis Rendsburg-Eckernförde in Schleswig-Holstein. Von diesen existiert heute nur noch eines. Das erhaltene Grab 1 trägt die Sprockhoff-Nummer 173, die zerstörten Gräber 2 und 3 tragen die Nummern 174 und 175.

## Lage
Das erhaltene Grab 1 befindet sich östlich von Eisendorf und 50 m nördlich eines Wegs auf einem Feld. Grab 2 lag 420 m nordnordwestlich hiervon und Grab 3 weitere 480 m nordwestlich. 2,3 km südöstlich von Grab 1 liegt das Großsteingrab Seedorf.

## Beschreibung

### Grab 1
Die Anlage besitzt eine leicht ovale Hügelschüttung mit einer Länge von 18 m in Ost-West-Richtung, einer Breite von 16 m in Nord-Süd-Richtung und einer erhaltenen Höhe von 2 m. Die Grabkammer ist nach Ernst Sprockhoffs Beschreibung nord-südlich orientiert (somit scheint auf der zugehörigen Grundrisszeichnung der Nordpfeil falsch eingezeichnet zu sein). Eventuell handelt es sich um einen erweiterten Dolmen. Zu erkennen sind ein großer Deckstein und zwei darunter liegende Wandsteine. Der Deckstein hat eine Länge von 2 m, eine Breite von 1,8 m und eine Dicke von 1 m. Nördlich davon liegt ein kleinerer Deckstein, der nach Sprockhoff vielleicht zu einem Gang gehört.

### Grab 2
Grab 2 wurde 1904 von Carl Rothmann dokumentiert und wenig später zerstört. Es besaß eine ost-westlich orientierte Grabkammer, bei der es sich wohl um einen erweiterten Dolmen mit einer Länge von 2 m und einer Breite von 1 m gehandelt hat. Die Kammer besaß je einen größeren und zwei kleinere Wandsteine an den Langseiten, je einen Abschlussstein an den Schmalseiten sowie zwei Decksteine. Bis auf den größeren Wandstein an der westlichen Hälfte der Südseite waren 1904 noch alle Steine vorhanden. Die Decksteine waren ins Innere der Kammer gestürzt.

### Grab 3
Grab 3 wurde 1924 von Carl Rothmann dokumentiert und später zerstört. Es besaß eine ost-westlich orientierte Grabkammer, bei der es sich wohl um einen erweiterten Dolmen mit einer Länge von 1,5 m und einer Breite von 1 m gehandelt hat. Die Kammer besaß drei Wandsteinpaare an den Langseiten, einen nach innen geneigten Abschlussstein an der westlichen und einen halbhohen Eintrittstein an der östlichen Schmalseite. Die Decksteine fehlten bereits. Kurt Langenheim nennt abweichend von Rothmanns Angaben eine Kammer von 4,5 m Länge mit drei Decksteinen.